# 2025-ös hágai NATO-csúcstalálkozó

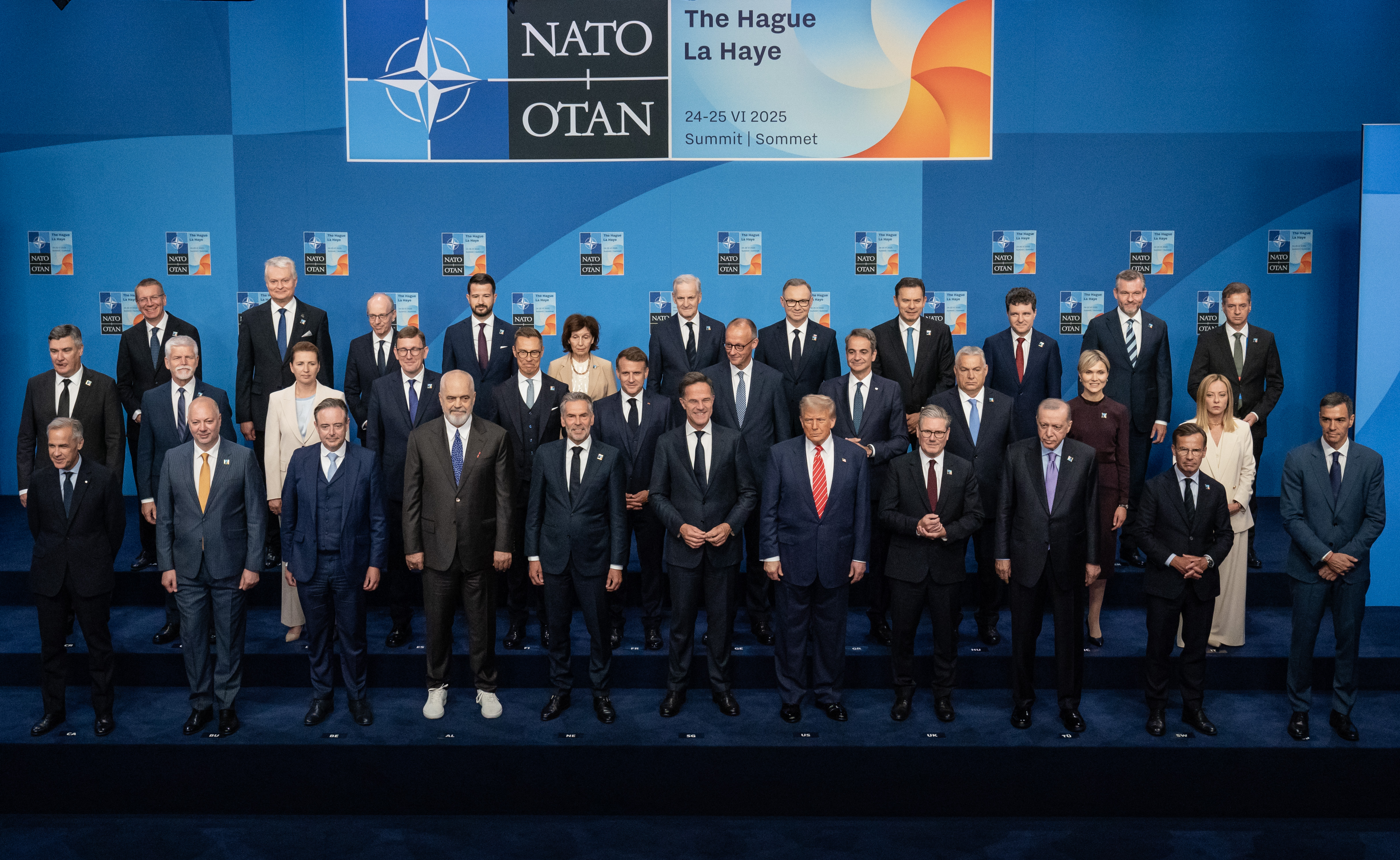
NATO-tagállamok állam- és kormányfői (2025. június 25)

Az Észak-atlanti Szerződés Szervezete (NATO) 2025. évi csúcstalálkozója 2025 június 24. és 25. között került megtartásra Hollandia fővárosában, Hágában. A NATO-csúcstalálkozón a harminckét NATO-tagállam állam- és kormányfői, valamint egyes partnerországok és az Európai Unió képviselői vettek részt. A meghozott döntések célja, hogy a NATO erősebb szövetséges rendszerré váljon. A szövetségesek egyúttal megerősítették együttműködésüket és a NATO iránti elkötelezettségüket, kiemelve a Észak-atlanti szerződés 5. cikkében foglaltak is.
Ez volt az első olyan csúcstalálkozó, amelyet Hollandiában rendeztek meg. A helyszíne a World Forum elnevezésű kongresszusi központ, amely Hága Scheveningen negyedében található. A konferencián Mark Rutte a NATO új főtitkára elnökölt. Donald Trump második elnöksége alatt az volt első NATO csúcstalálkozó.

## Előzmények
A hágai helyszínről 2023-ban a Vilniusban megtartott NATO találkozón döntöttek. Az előző csúcstalálkozó 2024 júliusában volt Washington D.C.-ben.
A találkozót bizonytalanság előzte meg, mivel Donald Trump a csúcstalálkozó előtt úgy vélekedett, hogy a kölcsönös biztonsági garanciának „számos definíciója” létezik, amivel arra utalt, hogy ha egy ország nem fizeti ki a költségeit, akkor „nem védeném meg Önöket”.

## A csúcstalálkozó nyilatkozatának 5 pontja
A nyilatkozat első pontja alapján a NATO állam- és kormányfői megerősítik a tagállamok sziklaszilárd elkötelezettségét a kollektív védelem mellett, amit az Észak-atlanti szerződés 5. cikke is rögzít. A korábbi aggodalmakkal szemben Trump is megerősítette az Egyesült Államoknak a kollektív védelem iránti szilárd elkötelezettségét. A csúcstalálkozó után kijelentette, hogy kiáll az az ötödik cikkely mellett.
A nyilatkozat második pontja alapján a szövetségesek kötelezettséget vállaltak arra, hogy a Szerződés 3. cikkével összhangban teljesítik egyéni és kollektív kötelezettségeinket, amelyek biztosítják a szövetség alapvető feladatait, azaz az elrettentést és védelmet, a válságmegelőzést és -kezelést, valamint az együttműködésen alapuló biztonságot. Beruházásokkal biztosítják az elrettentéshez és a védelemhez szükséges erők, képességek, erőforrások, infrastruktúra rendelkezésre állását, amelyek különösen az Oroszország által az euroatlanti biztonságra jelentett hosszú távú fenyegetése, valamint a terrorizmus tartós fenyegetése miatt szükségesek. 2035-ig a GDP 5%-át évente az alapvető védelmi követelményekre, valamint a védelemmel és biztonsággal kapcsolatos kiadásokra fogják fordítani.
A nyilatkozat harmadik pontjában a szövetségesek pontosították, hogy az 5%-os kötelezettségvállalás a védelmi beruházások két alapvető kategóriáját foglalja magában. A szövetségesek 2035-ig évente a GDP legalább 3,5%-át fordítják az alapvető védelmi szükségletek finanszírozására és a NATO képességi céljainak teljesítésére. A GDP további, évi 1,5%-át elérő részét pedig - többek között - kritikus infrastruktúrák, hálózatok védelmére, a polgári védelmi készültség és ellenálló képességek biztosítására, valamint a védelmi ipari bázisok megerősítésére fordítják. A cél eléréséhez terveket nyújtanak be, a kiadások alakulását és egyensúlyát 2029-ben felülvizsgálják. Megerősítették, hogy szuverén módon tartósan elkötelezettek Ukrajna támogatása iránt, amelynek biztonsága hozzájárul a NATO országok biztonságához. Ennek érdekében a szövetségesek védelmi kiadásainak kiszámításakor figyelembe veszik az Ukrajna védelméhez és védelmi iparához való közvetlen hozzájárulást.
A nyilatkozat negyedik pontja alapján a tagállamok elkötelezik magukat a transzatlanti védelmi ipari együttműködés gyors kiterjesztése, valamint megerősítik a feltörekvő technológiák és az innovációs megoldások alkalmazását a kollektív biztonság előmozdítása érdekében. A szövetségesek az egymás közötti, a védelmi eszközöket érintő kereskedelmi akadályok felszámolására törekednek, illetve a védelmi ipari együttműködés előmozdítására.
A nyilatkozat ötödik pontjában a tagállamok vezetői köszönetet mondtak a Holland Királyság vendégszeretetéért, továbbá meghatározták a következő csúcstalálkozók helyszínét, amely szerint 2026-ban Törökországban, majd 2027-ben Albániában kerül sor a megtartásra.

## A csúcstalálkozó főbb eredményei

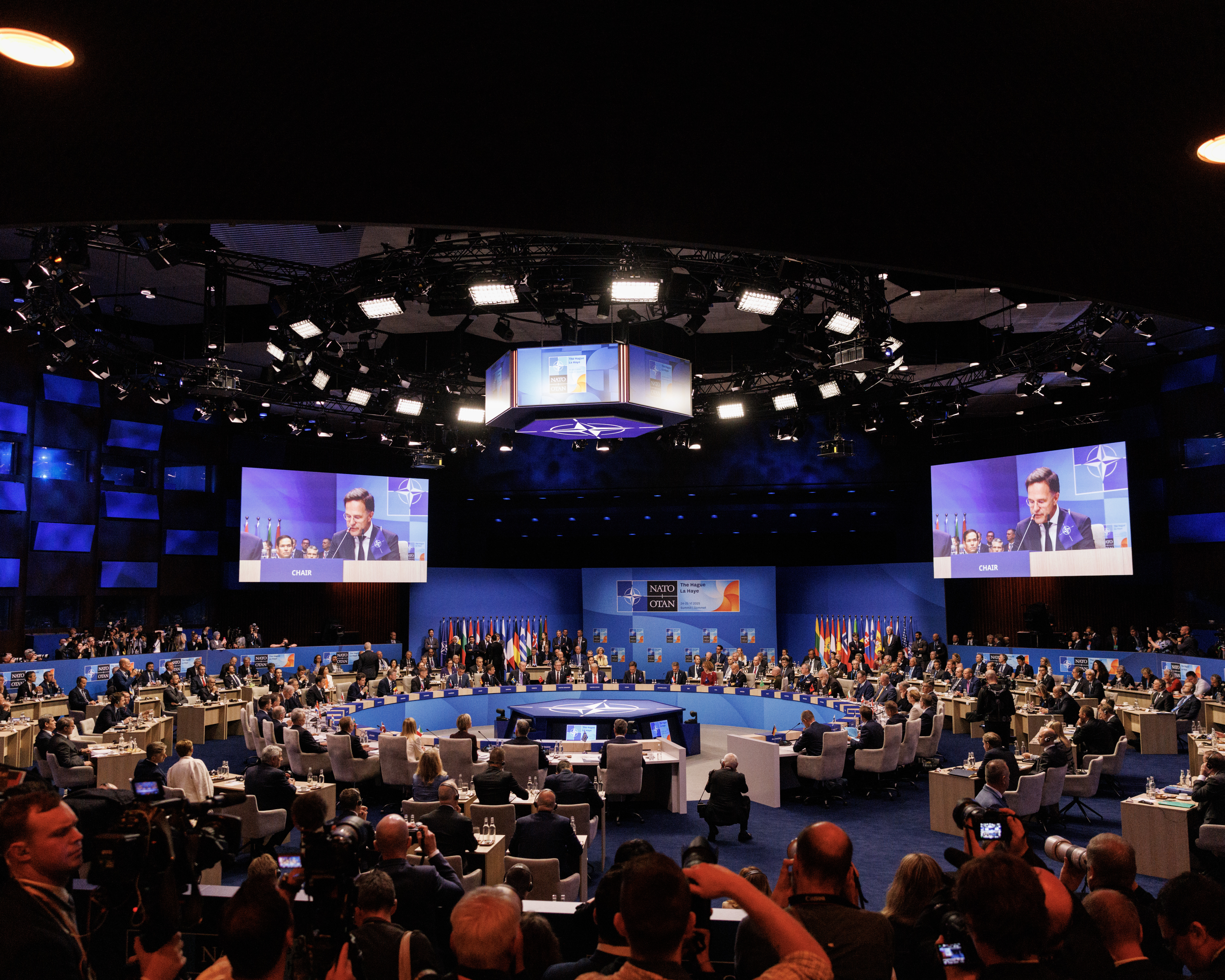

Az oroszok 2022-es ukrajnai inváziója, továbbá az Egyesült Államok az alapszerződés 5. cikke melletti kiállása és az európai szövetségeseinek biztosítása szerepet játszott abban, hogy a Trump kormányzat által már korábban követelt GDP arányos kiadás növelés az európai vezetők többsége részéről nem váltott ki vitát. A nyilatkozat harmadik pontja két fontos területet érint, egyrészt a védelmi kiadások növelését, másrészt Ukrajna kérdéskörét. A találkozó egyik meghatározóbb eredménye, hogy a NATO-tagállamok a GDP 5 százalékára emelik éves katonai költségvetésüket. A NATO finanszírozása szempontjából azért is van ennek jelentősége, mert a 2014-es NATO-csúcstalálkozó alkalmával célul kitűzött 2%-os irányelvhez képest 2025-ben a 32 NATO-tagállam közül nyolc nem érte el a 2%-os értéket. A GDP 3,5%-át teljes egészében a csapatokra, hadászati eszközökre, tankokra, fegyverekre, lőszerekre, stb. (kézzelfogható hadfelszerelésre) fordítják. A fennmaradó 1,5% „védelmi képességek erősítésére” fordítható, ami egy elég tág fogalom, így akár a védelemhez csak lazán kapcsolódó kiadásokra is alkalmazható. Ebbe beletartozik a stratégiai fontosságú, a katonai célokra használható utak, hidak, vasútvonalak fejlesztése, a kiberbiztonsági beruházások, továbbá például a polgári védelem fejlesztése is. Az 5%-os cél elérésére vonatkozó terveket évente kell benyújtani, azok teljesülését országonként és évente felülvizsgálják majd. Az átfogó felülvizsgálatra 2029-ben kerül sor. Az 5 százalékos szintet a cél szerint 2035-re kell elérni.
Spanyolország miniszterelnöke, Pedro Sánchez azzal érvelt, hogy a 2,1% bőven elég, de az országa ezzel szemben is csak 1,24%-ot fordít védelmi kiadásokra, amivel az utolsó helyen áll. A véleménye szerint a társadalmi modelljükkel a kiadások növelése összeegyeztethetetlen, ragaszkodott a jóléti, szociális spanyol rendszer fenntartásához. Azonban az amerikai elnök ezt nem nézte jó szemmel. Trump azzal vádolta Madridot, hogy „egy kis potyautasként” próbálkozik, szerinti „ingyen menetet” akarnak a spanyolok. Ugyanakkor a szlovák és belga vezetés is jelezte, hogy az 5 százalékot nem fogják tudni teljesíteni. A vezetők többsége nem állt ki nyíltak a kiadások növelése ellen, többen pedig támogatták azt. Alexander Stubb finn elnök Trump és Európa nagy győzelemének nevezte a megállapodást, szerinte a hidegháborús időszak védelmi kiadási szintjéhez kell majd visszatérni. A NATO-csúcsot követően Orbán Viktor magyar miniszterelnök a GDP 5 százalékos növelésével kapcsolatban úgy fogalmazott, hogy „Ebbe bele fogunk dögleni, ez lehetetlen.”
A csúcs előtt a legfőbb témák között szerepelt az orosz-ukrán háború, azonban a tanácskozáson nem erre helyeződött a hangsúly, hanem ehelyett inkább az izraeli-iráni konfliktus és a védelmi kiadások emelése került előtérbe. A zárónyilatkozat ugyan megemlíti az „Oroszország által az euroatlanti biztonságra jelentett hosszú távú fenyegetést”, és megerősíti Ukrajna tartós támogatásának szükségességét, a közleményben nem szerepel konkrétan Oroszország elítélése. A korábbi csúcstalálkozók zárónyilatkozataiban Oroszországot határozottan elítéltek, azonban a 2025-ös zárónyilatkozat nem említi sem orosz agressziót, sem az ukrajnai háborút. Az előző évi nyilatkozathoz képest Ukrajna NATO-ba történő felvételéről nem volt szó. A Times összevetette a 2025-ös évit a 2024-es washingtoni NATO-csúcs zárónyilatkozatával, amelyekből megállapítható, hogy korábban Ukrajna „visszafordíthatatlan” csatlakozásáról volt még szó. Volodimir Zelenszkij ukrán elnök vendégként volt jelen, a Trumppal folytatott kétoldalú megbeszélés végén Trump „nagyon kedvesnek” nevezte őt, és dicsérte az ukránok harcát.
Mark Rutte főtitkár a záró sajtótájékoztatón kifejtette, hogy „A szövetségesek együttesen megteremtették az alapjait egy erősebb, igazságosabb és hatékonyabb NATO-nak ... Ezek a döntések mélyreható hatással lesznek arra a képességünkre, hogy azt tegyük, amiért a NATO-t alapították: elrettentés és védelem.” Továbbá hangsúlyozta, hogy „Akár Oroszország, akár a terrorizmus, a kibertámadások, a szabotázs vagy a stratégiai verseny jelentette fenyegetésről van szó, ez a szövetség készen áll, hajlandó és képes megvédeni a szövetségesek területének minden négyzetcentiméterét”.

## A csúcstalálkozó alatti egyéb események

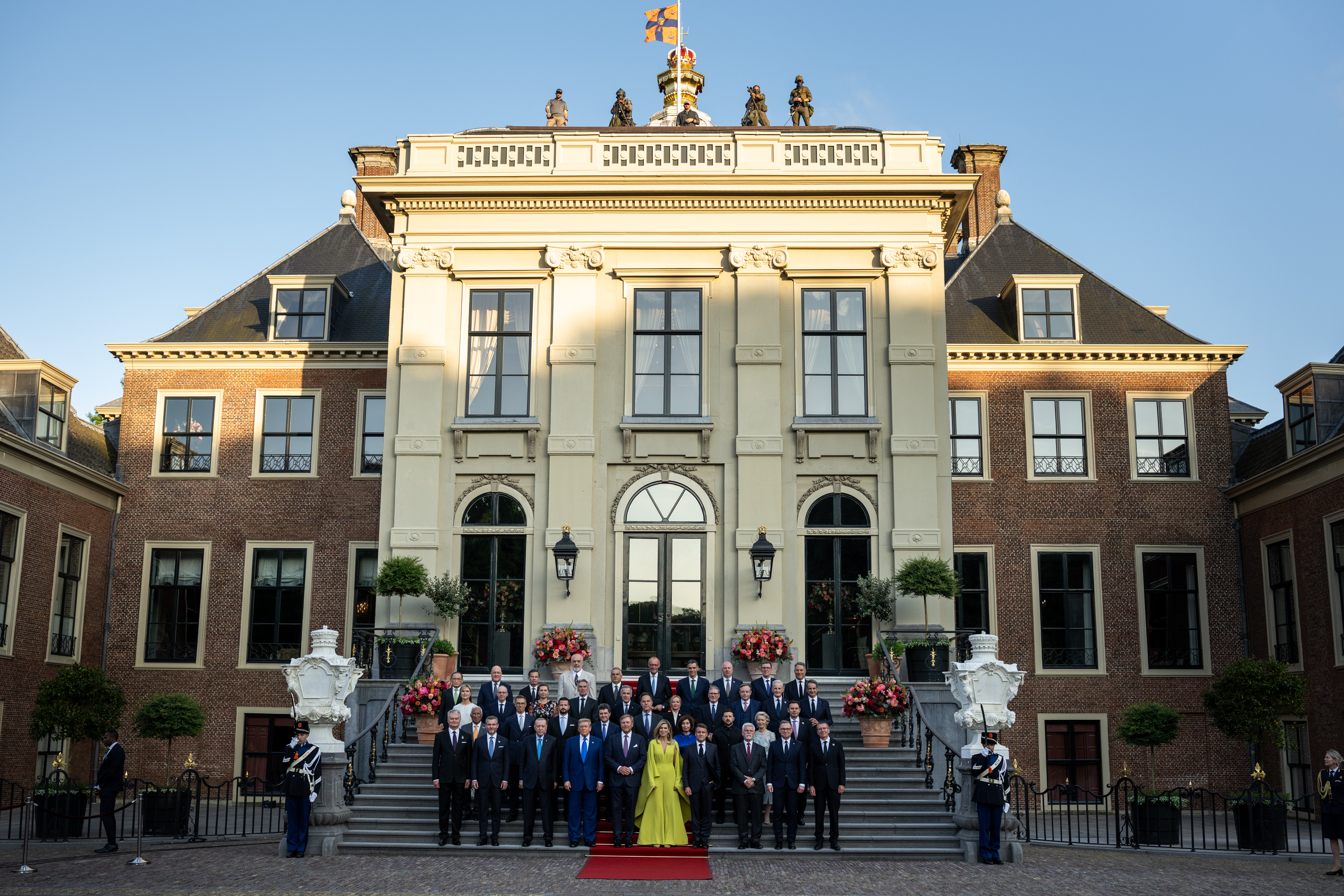
Huis ten Bosch palota előtt

Vilmos Sándor holland király és Maxima királyné június 24-én, kedden este vacsorát adott a csúcstalálkozóra összegyűlt állam- és kormányfők részére a Huis ten Bosch palotában.
Ezzel párhuzamosan a NATO védelmi miniszterei munkavacsorát tartottak, ahogyan a NATO külügyminiszterei is, akik Andrii Sybiha ukrán külügyminiszterrel együtt találkoztak a NATO-Ukrajna Tanács munkavacsoráján. A NATO-csúcstalálkozón számos további találkozóra is sor került, többek között a NATO főtitkára, Ukrajna elnöke, valamint az Európai Tanács és az Európai Bizottság elnöke közötti találkozóra; a NATO főtitkára, Ukrajna elnöke, Franciaország elnöke, Németország kancellárja, valamint Olaszország, Lengyelország és az Egyesült Királyság miniszterelnökei közötti találkozóra; valamint a NATO főtitkára és a NATO indiai-csendes-óceáni partnerei közötti találkozóra.

## A tanácskozás résztvevői
| Állam/Szervezett   | képviselője                   | tisztsége            |
| ------------------ | ----------------------------- | -------------------- |
| NATO               | Mark Rutte                    | főtitkár             |
| Albánia            | Edi Rama                      | miniszterelnök       |
| Németország        | Friedrich Merz                | szövetségi kancellár |
| Belgium            | Bart De Wever                 | miniszterelnök       |
| Bulgária           | Roszen Zseljazkov             | miniszterelnök       |
| Kanada             | Mark Carney                   | miniszterelnök       |
| Horvátország       | Zoran Milanović               | elnök                |
| Dánia              | Mette Frederiksen             | miniszerelnök        |
| Spanyolország      | Pedro Sánchez                 | miniszterelnök       |
| Észtország         | Kristen Michal                | miniszterelnök       |
| Egyesült Államok   | Donald Trump                  | elnök                |
| Finnország         | Alexander Stubb               | elnök                |
| Franciaország      | Emmanuel Macron               | elnök                |
| Görögország        | Kiriákosz Micotákisz          | miniszterelnök       |
| Magyarország       | Orbán Viktor                  | miniszterelnök       |
| Izland             | Kristrún Frostadóttir         | miniszterelnök       |
| Olaszország        | Giorgia Meloni                | miniszterelnök       |
| Lettország         | Edgars Rinkēvičs              | elnök                |
| Litvánia           | Gitanas Nausėda               | elnök                |
| Luxemburg          | Luc Frieden                   | miniszterelnök       |
| Észak-Macedónia    | Gordana Sziljanovszka-Davkova | elnök                |
| Montenegró         | Jakov Milatović               | elnök                |
| Norvégia           | Jonas Gahr Støre              | miniszterelnök       |
| Hollandia          | Dick Schoof                   | miniszterelnök       |
| Lengyelország      | Andrzej Duda                  | elnök                |
| Portugália         | Luís Montenegro               | miniszterelnök       |
| Románia            | Nicușor Dan                   | elnök                |
| Egyesült Királyság | Keir Starmer                  | miniszterelnök       |
| Szlovákia          | Peter Pellegrini              | elnök                |
| Szlovénia          | Robert Golob                  | miniszterelnök       |
| Csehország         | Petr Pavel                    | elnök                |
| Svédország         | Ulf Kristersson               | miniszterelnök       |
| Törökország        | Recep Tayyip Erdoğan          | elnök                |

A NATO tagállamok képviselőin túl vendégként jelen volt még többek között António Costa az Európai Tanács elnöke, Ursula von der Leyen az Európai Bizottság elnöke, továbbá Christopher Luxon Új-Zéland miniszterelnöke, és Volodimir Zelenszkij ukrán elnök is.